# Chalcoparia
Chalcoparia is een monotypisch geslacht van zangvogels uit de familie honingzuigers (Nectariniidae). De enige soort:
- Chalcoparia singalensis – Roodwanghoningzuiger